# Chim họa mi (tiểu thuyết)
Chim họa mi (tiếng Nga: Овсянки) là một cuốn tiểu thuyết tâm lý của nhà văn Denis Osokin, xuất bản lần đầu năm 2006.

## Chuyển thể
- Chim họa mi (phim, 2010)